# Лар
Лар (на немски: Lahr/Schwarzwald, до 30 септември 1978 г. само Lahr, Лар) е град в Баден-Вюртемберг, Германия, с 44 195 жители (31 декември 2014).
Намира се в Шварцвалд на ок. 38 km северно от Фрайбург в Брайсгау и 100 km южно от Карлсруе.